# L'Étrange Mort de Miss Gray
Pour plus de détails, voir Fiche technique et Distribution.
L'Étrange Mort de Miss Gray (titre original : Girl in the Headlines) est un film britannique de Michael Truman sorti en 1963.

## Synopsis
Jeune mannequin en vogue, Miss Gray est retrouvée assassinée dans son appartement. Chargés de l'enquête, l'inspecteur Birkett et le sergent Saunders enchaînent les mensonges et les faux témoignages au point de ne plus avoir les idées claires. Leurs soupçons se portent finalement sur Jordan Blake, amoureux de la belle. Alors que Blake est interrogé, un autre meurtre est commis.

## Fiche technique
- Titre original : Girl in the Headlines
- Réalisation : Michael Truman
- Scénario : Patrick Campbell, Vivienne Knight et Laurence Payne
- Directeur de la photographie : Stanley Pavey
- Montage : Frederick Wilson
- Musique : John Addison
- Production : John Davis
- Genre : Film policier
- Pays :  Royaume-Uni
- Durée : 94 minutes
- Date de sortie :
  -  Royaume-Uni : 15 novembre 1963 (Londres)
  -  États-Unis : 24 novembre 1963 (New York)

## Distribution
- Ian Hendry (VF : William Sabatier) : Inspecteur Birkett
- Ronald Fraser (VF : Serge Sauvion) : Sergent Saunders (Sanders en VF)
- Margaret Johnston : Miss Gray
- Natasha Parry : Perlita Barker
- Jeremy Brett (VF : Jean Fontaine) : Jordan Barker
- Kieron Moore (VF : André Valmy) : Rodney Herter
- Peter Arne (VF : Roland Ménard) : Hammond Barker
- Jane Asher : Lindy Birkett
- Rosalie Crutchley (VF : Sylvie Deniau) : Maude Klein
- Robert Harris (VF : Lucien Bryonne) : William Lamotte
- Duncan Macrae : Barney
- Zena Walker (VF : Estelle Gerard) : Mildred Birkett
- James Villiers (VF : Bernard Dhéran) : David Dane
- Alan White (VF : Marc Cassot) : Inspecteur Blackwell
- Martin Boddey : l'inspecteur
- Peter Forbes-Robinson (VF : Michel Gudin) : le médecin-légiste
- Douglas Muir (VF : Jean Brunel) : l'expert scientifique de la Police
- David Randall (VF : Pierre Collet) : l'agent Jackson
- Patrick Holt (VF : Fernand Fabre) : Peter Walbrook